# Liriomyza debilis
Liriomyza debilis este o specie de muște din genul Liriomyza, familia Agromyzidae, descrisă de Mitsuhiro Sasakawa în anul 1956. Conform Catalogue of Life specia Liriomyza debilis nu are subspecii cunoscute.